# Hemilepistus aphganicus
Hemilepistus aphganicus är en kräftdjursart som beskrevs av Borutzkii 1958. Hemilepistus aphganicus ingår i släktet Hemilepistus och familjen Trachelipodidae. Inga underarter finns listade i Catalogue of Life.